# Juan de la Reguera Valdelomar
Juan de la Reguera Valdelomar (Granada, c. 1750-16 de enero de 1817), fue un jurista y funcionario español, recordado por ser el autor de la Novísima recopilación de las leyes de España (1805), recopilación del derecho castellano dividida en doce libros, que se mantuvo en vigor en España hasta la promulgación del Código Civil de 1889.

## Biografía
Se sabe muy poco sobre este autor; declara a Granada como su patria y fue relator de su Chancillería. No habiendo fructificado los intentos anteriores de Fernando VI y su secretario Zenón de Somodevilla, Marqués de la Ensenada, ni un intento parecido de Carlos III encomendado a Manuel de Lardizábal, Carlos IV lo comisionó en 1798 para formar una Novísima Recopilación del derecho castellano que arreglase y actualizase con nuevas leyes la antigua Nueva Recopilación ordenándolas, purgándolas de contradicciones, errores y disposiciones inútiles o en desuso y añadiendo lo que fuera de rigor en un único cuerpo legal que sirviese como código para el ejercicio del derecho en España, según los principios del criticismo que regían la Ilustración.
Terminó su trabajo y tras superar diversos exámenes fue aprobada y publicada en Madrid en 1805 en cinco volúmenes que contenían doce libros, 340 títulos y 4020 leyes, ordenanzas, autos acordados y pragmáticas con un amplio y útil índice final por materias y disposiciones. Su trabajo le fue recompensado con el sueldo de oidor y publicó un suplemento a esta magna obra en 1808, cuando estalló la Guerra de la Independencia y, como no podía ser menos en un trabajo tan ingente y encomendado a una sola persona, empezaron a ser visibles en su labor algunos errores y malas lecturas que le fueron señalados por algunos juristas y, en especial, por el liberal Francisco Martínez Marina, primero ambiguamente en 1808 y luego con más detalle en su Juicio crítico de la Novísima Recopilación (1820), publicado tras la muerte de De la Reguera. En aquel, Martínez Marina hizo notar la existencia de leyes anacrónicas, anuladas y contradictorias entre sí, así como lecturas incorrectas y defectuosas, pero sin señalar en cambio, el gran acierto que suponía todo el conjunto de la obra por sobre lo anterior. 
De formación consuetudinarista, estos encontronazos con los partidarios del derecho natural le hicieron publicar numerosos folletos reivindicando su trabajo, el cual, sin embargo, siguió rigiendo, progresiva y parcialmente derogado, el derecho español hasta la entrada en vigencia del Código Civil en 1889. Según señala Antonio Parra Cabrera, De la Reguera habría muerto en 1817, pobre y amargado por las muchas críticas que recibió su obra, dejando tras de sí a una viuda, Cristobalina Gómez, y una hermana.

## Obras
- Ordenanzas de la Rl. Chancilleria de Granada respectiva a los sus oficiales extractadas de las Rs Cedulas, Provisiones del Consejo, Autos del acuerdo, Ordenanzas, y visitas Rs. que se recopilaron, e imprimieron en IV libros, y varios títulos en el año de MDCI, añadidas con lo establecido en las tres visitas impresas en el año de 1769, y practicadas en los de 1619, 1629 y 1661, y reducidas a esta tabla por el Lic. D. Juan de la Reguera, y Valdelomar... Granada: Imprenta de Don Nicolas Moreno, 1769.
- Planes que manifiestan el número de pleitos, causas y expedientes civiles, criminales, y de hidalguía despachados por las Salas de lo Civil, del Crimen, y de Hijosdalgo de la Real Chancilleria de Granada con expresion de los existentes, y un Resumen de todos ellos, y de las penas corporales impuestas á los Reos en el año de 1792, Granada: Imprenta Real, [1793].
- Arancel que deben observar por ahora los ministros subalternos de la Chancillería de Granada (Granada, 1795)
- Planes que manifiestan el número de pleytos, causas, y expedientes civiles, criminales, y de hidalguía, despachados por las Salas de lo Civil, del Crimen, y de Hijosdalgo de la Real Chancillería de Granada con expresion de los existentes, y un resumen de todos ellos, y de las penas corporales impuestas á los reos en el año de 1795... Granada: Imprenta Real, [1796].
- Extracto de las leyes del Fuero Juzgo (Madrid, 1798), Resumen de la historia cronológica del Derecho y leyes de España (Madrid, 1798)
- Extracto de las leyes del Fuero Viejo de Castilla con el primitivo fuero de León, Asturias y Galicia, se añaden el antiguo Fuero de Sepúlveda y los concedidos por Fernando a Córdoba y Sevilla (Madrid, 1798)
- Extracto de las leyes del Fuero Real con las del Estilo (Madrid, 1798).
- Extracto de las leyes y autos de la Recopilación (Madrid, 1799).
- Extracto de Las Siete Partidas, Madrid, 1799, 7 vols. 2.ª ed. en 1808 y 3.ª en Barcelona, 1847.
- Novísima Recopilación, Madrid, 1805, 5 vols.
- Guía para el estudio del Derecho patrio (Madrid, 1805 y 1807).
- Peticiones sobre reparo de agravios causados en el fatal reinado de Carlos IV (Madrid, 1810).
- El Español al Ciudadano (Madrid, 1813),
- Representación a las Cortes ordinarias, en Madrid el 17 de octubre de 1813.
- Representación al Supremo Consejo de Regencia, en Madrid, a 13 de enero de 1814.
- Defensa del papel titulado El Español al Ciudadano (Madrid, 1814).
- El Español en defensa del Rey, de las leyes y religión: Manifiesta sus verdaderos sentimientos contra los falsos principios del Ciudadano: Sostiene sus proposiciones apoyadas en las antiguas, sabias, políticas y religiosas leyes del Reyno contra las dos censuras de la Junta provincial, y su confirmación por la Suprema, fundadas en falsos supuestos, falsíssimas consecuencias, y notables errores de hecho y de derecho; Demuestra el legítimo y natural señorío que tiene el Rey sobre sus súbditos por la gracia de Dios, por el derecho de la naturaleza etc. Madrid: Imprenta de Aznar, 1814.
- Extracto de la Novísima recopilación de leyes de España (Madrid, 1815).